# 国際標準化機構が定める国際標準一覧 (ISO 14000 から ISO 14999 まで)
ISO 13000 から ISO 13999 まで - 国際標準化機構が定める国際標準一覧 - ISO 15000 から ISO 15999 まで
- ISO 14001 環境マネジメントシステム - 要求事項及び利用の手引
- ISO 14004 環境マネジメントシステム - 原則、システム及び支援技法の一般指針
- ISO 14005 環境マネジメントシステム - 環境パフォーマンス評価の使用を含む環境マネジメントシステムの段階的実施の指針
- ISO/DIS 14006 環境マネジメントシステム - エコデザインの指針
- ISO 14015 環境マネジメント - 用地及び組織の環境アセスメント（EASO）
- ISO 14020 環境ラベル及び宣言 - 一般原則
- ISO 14021 環境ラベル及び宣言 - 自己宣言による環境主張（タイプII環境ラベリング）
- ISO 14024 環境ラベル及び環境宣言 - タイプＩ　環境ラベリング - 原則及び手順
- ISO 14025 環境ラベル及び宣言 - タイプlll環境宣言 - 原則及び手順
- ISO/TS 14027 環境ラベル及び宣言 - 製品カテゴリ規則の開発
- ISO 14031 環境マネジメント - 環境パフォーマンス評価 - 指針
- ISO 14040 環境マネジメント - ライフサイクルアセスメント - 原則及び枠組み
- ISO 14044 環境マネジメント - ライフサイクルアセスメント - 要求事項及び指針
- ISO/TR 14047 環境マネジメント - ライフサイクルインパクトアセスメント - ISO 14042の適用の例
- ISO/TS 14048 X環境マネジメント - ライフサイクルアセスメント - データドキュメンテーションフォーマット
- ISO/TR 14049 環境マネジメント - ライフサイクルアセスメント - 目的及び調査範囲の設定並びにインベントリ分析のISO 14041に関する適用事例
- ISO 14050 環境マネジメント - 用語
- ISO 14051 環境マネジメント - マテリアルフローコスト会計 - 一般枠組み
- ISO 14052 環境マネジメント - マテリアルフローコスト会計 - サプライチェーン内での実務実施の手引
- ISO/TR 14062 環境マネジメント - 環境適合設計
- ISO 14063 環境マネジメントシステム - 環境コミュニケーション - 指針及び事例
- ISO 14064 温室効果ガス
- ISO 14065 温室効果ガス - 認定又は他の承認形式で使用される温室効果ガスの妥当性確認及び検証機関に対する要求事項
- ISO/DIS 14066 温室効果ガス - 温室効果ガスの妥当性確認チーム及び検証チームの力量に関する要求事項
- ISO 14096 非破壊試験 - 撮影用フィルムのデジタル処理システムの認定
- ISO/IEC 14102 情報技術 - CASEツールの評価及び選択の指針
- ISO 14104 歯車 - 研削後の表面焼戻しエッチング検査法
- ISO/TR 14105 電子作画 - 電子像マネジメント(EIM)実装を成功させるための人間及び組織問題
- ISO 14112 Gas welding equipment — Small kits for gas brazing and welding
- ISO 14116 防護衣服 - 耐熱及び耐火 - 火炎伝播制限材料、材料合成及び衣服
- ISO 14119 機械の安全性 - ガードと連動するインタロック装置 - 設計及び選択の原則
- ISO 14120 機械の安全性 - ガード - 固定式及び可動式ガードの設計及び製造のための一般要求事項
- ISO/TR 14121 機械の安全性 - リスクアセスメント
- ISO 14122 機械の安全性 - 機械への恒久的アクセス
- ISO 14123 機械の安全性 - 機械が放出する有害物質からの健康リスクの防止
- ISO 14125 繊維強化プラスチック - 曲げ特性の求め方
- ISO 14126 繊維強化プラスチック複合材料 - 内面方向における圧縮特性の求め方
- ISO 14127 炭素繊維強化複合材料 - 樹脂、繊維及び空洞率の測定
- ISO 14129 繊維強化プラスチック複合材料 - ±45度引張試験法による、せん断係数及び強さを含めた内面せん断応力/せん断しずみ反応の求め方
- ISO 14131 農業用噴霧機 - ブームの安定性 - 試験方法
- ISO 14132 光学及び光学機器 - 望遠鏡系の用語
- ISO 14133 光学及び光学機器 - 双眼鏡、単眼鏡及び弾着標定鏡の仕様
- ISO/IEC 14143 情報技術 - ソフトウェア測定 - 機能規模測定[1]
- ISO 14145 水性ボールペン及び替芯
- ISO 14154 地盤環境 - 一部の選択クロロフェノールの定量 - 電子捕獲検出を伴うガスクロマトグフ法
- ISO 14159 機械の安全性 - 機械設計の衛生要求事項
- ISO 14160 動物性材料を含んだ使い捨て医療用具の滅菌 - 滅菌液による滅菌の妥当性確認及び定期管理
- ISO 14163 音響学 - 消音器による防音の指針
- ISO/IEC 14165 情報技術 - 繊維チャンネル
- ISO/TS 14167 ガス分析 - 校正混合ガスの使用における一般品質保証の側面 - 指針
- ISO/IEC 14169 情報技術 - 90 mmフレキシブルディスクカートリッジ - 21メガバイト書式容量 - ISOタイプ305
- ISO 14171 溶接用消耗品 - 非合金細粒鋼のサブマージアーク溶接用ソリッドワイヤ電極、中空ワイヤ電極及び電極/フラックス合成物 - 分類
- ISO 14172 溶接材料 - ニッケル及びニッケル合金の手動金属アーク溶接用の被覆電極-分類
- ISO 14174 溶接材料 - サブマージアーク溶接のフラックス - 分類
- ISO 14175 溶接材料 - 融接及び関連作業用ガス及び混合ガス
- ISO/TR 14179 歯車 - 熱負荷容量
- ISO 14180 固体鉱物燃料 - 炭層の試料採取の指針
- ISO 14181 動物の飼料 - 残留有機塩素剤の測定方法 - ガスクロマトグラフ法
- ISO 14184 織物 - フォルムアルデヒドの測定方法
- ISO 14190 宇宙航行体 - 機体転がり軸受：玉及び球面転がり軸受 - 技術仕様
- ISO 14191 宇宙航行体 - 機体球面転がり軸受,単列、自動調心、直径系列3及び4 - メートル系
- ISO 14192 宇宙航行体 - 機体球面転がり軸受、単列、自動調心、遮へい、中量 - メートル系
- ISO 14193 宇宙航行体 - 機体球面転がり軸受、単列、自動調心、密封、拡張内リング、中量 - インチ系
- ISO 14194 宇宙航行体 - 機体球面転がり軸受、複列、自動調心、密封、拡張内リング、重量 - インチ系
- ISO 14195 宇宙航行体 - 機体球面転がり軸受、複列、自動調心、密封、トルク管設計、計量 - インチ系
- ISO 14196 宇宙航行体 - 機体球面転がり軸受、複列、自動調心、密封、プレインリング、重量 - インチ系
- ISO 14197 宇宙航行体 - 機体球面転がり軸受、単列、自動調心、密封、中量 - インチ系
- ISO 14201 宇宙航行体 - 機体玉軸受、複列,自動調心、直径系列2 - メートル系
- ISO 14202 宇宙航行体 - 機体玉軸受、単列、固定、直径系列0及び2 - メートル系
- ISO 14203 宇宙航行体 - 機体玉軸受、単列、固定、直径系列8及び9 - メートル系
- ISO 14204 宇宙航行体 - 機体玉軸受、複列、固定、直径系列0 - メートル系
- ISO 14206 宇宙航行体 - 機体玉軸受、単列、固定、密封、軽量 - インチ系
- ISO 14207 宇宙航行体 - 機体玉軸受、単列、固定、精密、密封、軽量 - インチ系
- ISO 14208 宇宙航行体 - 機体玉軸受、単列、固定、密封、中量 - インチ系
- ISO 14209 宇宙航行体 - 機体玉軸受、単列、固定、精密、密封、中量 - インチ系
- ISO 14210 宇宙航行体 - 機体玉軸受、単列、固定、密封、トルク管設計、軽量 - インチ系
- ISO 14211 宇宙航行体 - 機体玉軸受、単列、固定、精密、密封、トルク管設計、軽量 - インチ系
- ISO 14212 宇宙航行体 - 機体玉軸受、単列、固定、密封、トルク管設計、超軽量 - インチ系
- ISO 14213 宇宙航行体 - 機体玉軸受、単列、固定、精密、密封、トルク管設計、超軽量 - インチ系
- ISO 14214 宇宙航行体 - 機体玉軸受、複列、固定、密封、重量 - インチ系
- ISO 14215 宇宙航行体 - 機体玉軸受、複列、固定、精密、密封、重量 - インチ系
- ISO 14216 宇宙航行体 - 機体玉軸受、複列、自動調心、密封、重量 - インチ系
- ISO 14217 宇宙航行体 - 機体玉軸受、複列、自動調心、精密、密封、重量 - インチ系
- ISO 14218 宇宙航行体 - 機体玉軸受、単列、自動調心、密封、重量 - インチ系
- ISO 14219 宇宙航行体 - 機体玉軸受、単列、自動調心、精密、密封,重量 - インチ系
- ISO 14220 宇宙航行体 - 機体玉軸受、単列、自動調心、密封、軽量 - インチ系
- ISO 14221 宇宙航行体 - 機体玉軸受、単列、自動調心、精密、密封、軽量 - インチ系
- ISO 14223 動物の無線周波識別 - 先進トランスポンダ
- ISO 14224 石油及び天然ガス工業 - 機器の信頼性及び保守データの収集及び交換
- ISO 14230 路上走行車 - 診断システム - キーワードプロトコル2000
- ISO 14231 溶射 - 溶射装置の受入れ検査
- ISO 14232 溶射 - 粉末
- ISO 14235 地盤環境 - 硫酸クロム酸による有機炭素の定量
- ISO 14240 地盤環境 - 土中の微生物量の定量
- ISO 14242 外科用インプラント - 全人工股関節の摩耗
- ISO 14243 外科用インプラント - 全人工膝関節の摩耗
- ISO 14245 高圧ガス容器 - LPGシリンダバルブの使用及び試験 - 自閉式
- ISO 14246 可搬形高圧ガス容器 - 高圧ガス容器弁 - 製造試験及び検査
- ISO 14253 製品の幾何特性仕様(GPS) - 製品及び測定装置の測定による検査
- ISO 14255 地盤環境 - 気乾燥土の塩化カルシウム溶液を抽出溶媒として用いた硝酸塩窒素、アンモニウム態窒素、可溶性窒素分の定量
- ISO 14258 産業オートメーションシステム - 企業モデルの概念及び規則
- ISO 14270 試験片寸法及び機械剥離試験スポット、シーム及びエンボスプロジェクション溶接の手順
- ISO 14276 航空宇宙-ドライブ、内部、オフセット十字形-メートル系
- ISO 14302 宇宙システム - 電磁両立性要求事項
- ISO 14310 石油及び天然ガス工業 - ダウンホール機器 - パッカ及びブリッジプラグ
- ISO 14313 石油及び天然ガス工業 - パイプライン輸送方式 - パイプライン弁
- ISO 14314 反転式内燃機関 - ロープ巻き込みスタータ - 一般安全要求事項
- ISO 14315 産業用金網 - 技術要求事項及び試験
- ISO 14317 超硬合金を除く燒結金属材料 - 圧縮降伏強度の求め方
- ISO 14327 抵抗溶接 - 抵抗スポット、プロジェクション及びシーム溶接の溶接性ローブを求めるための手順
- ISO 14329 抵抗溶接 - 溶接部の破壊試験 - 抵抗スポット、シーム及びプロジェクション溶接部の欠陥のタイプ及び幾何計測
- ISO 14341 溶接材料－軟鋼及び細粒鋼用ガスシールドアーク溶接ソリッドワイヤ及び溶着金属－分類
- ISO 14343 溶接材料 - ステンレス及び耐熱鋼のアーク溶接用ソリッドワイヤ及び溶加棒－分類
- ISO 14362 繊維 - アゾ染料由来の一部の芳香族アミンの測定方法
- ISO 14368 鉱物及びサファイヤ時計ガラス
- ISO/IEC TR 14369 情報技術 - プログラム言語、環境及びシステムソフトウェアインタフェース - 言語独立サービス仕様(LISS)の作成の指針
- ISO 14377 缶入り濃縮ミルク - すず含有量の測定 - 黒鉛化炉原子吸光分析法を用いる方法
- ISO 14402 水質 - 流れ分析による(FIA及びCFA)フェノール指数の測定
- ISO 14403 水質 - 連続流れ分析による全シアン及び遊離シアンの定量
- ISO/IEC 14417 情報技術 - IEC 1016に適合する磁気テープカセットのためのデータ記録書式DD-1
- ISO 14427 アルミニウムの製造に使用される炭質材料 - 冷温及び微温ラミングペースト - 未焼成試験片の作成及び圧密後の見掛け密度の測定
- ISO 14435 アルミニウム生産用炭素材料 - 石炭コークス - 誘導結合プラズマ原子分光分析による微量金属の定量
- ISO 14436 パルプ - 脱水性の測定のための標準水道水 - 40 mS/m～150 mS/mの伝導性
- ISO 14438 建築用ガラス - 窓面熱収支の決定 - 算定方法
- ISO 14442 水質 - 難溶性物質、揮発性化合物、金属及び廃水を用いた藻の成長抑制試験の指針
- ISO/IEC 14443 識別カード - 外部端子なしICカード - プロキシミティカード
- ISO 14446 塗料用バインダー - 工業用ニトロセルロース溶液の粘度の測定とその分類
- ISO 14469 路上走行車 - 圧縮天然ガス(CNG)燃料補給コネクタ
- ISO/IEC TR 14471 ソフトウェア工学 - CASEツールの採用の手引き[2]
- ISO/IEC 14474 情報技術 - システム間の電気通信及び情報交換 - 私設総合サービス網 - 静的回路型PINX間接続のための機能要求事項
- ISO/IEC 14478 情報技術 - コンピュータグラフィックス及び画像処理 - マルチメディアオブジェクトプレゼンテーション環境(PRENO)
- ISO 14490 光学及び光学機器 - 望遠鏡系の試験方法
- ISO/IEC 14492 情報技術 - 2レベル画像の不可逆/可逆符号処理
- ISO/IEC 14496 情報技術 - 音響映像オブジェクトの符号化
- ISO 14500 繊維機械及び附属品 - ジャカード織物機械のハーネス - 用語
- ISO 14501 牛乳及び粉乳 - アフラトキシンM1の定量 - イムノアフィニティクロマトグラフによる除去及び高速液体クロマトグラフによる定量
- ISO 14507 地盤環境 - 有機汚染物質の定量のためのサンプルの予備処理
- ISO/TR 14510 織物 - 織物貸出及び工業クリーニングのための工業クリーニング手順
- ISO 14511 暗きょ内の流体の流れの測定 - 温度質量流量計
- ISO 14512 乗用車 - 分割摩擦係数を持つ表面上の直進制動 - 開ループ試験手順
- ISO/IEC 14519 情報技術 - POSIX Ada言語インタフェース - システム応用プログラムインタフェース(API)のための結合 - 実時間拡張
- ISO 14531 プラスチック管及び管継手 - 気体燃料の輸送のための架橋ポリエチレン(PE-X)管システム - メートル系 - 仕様
- ISO/IEC 14545 情報技術 - 事務機器 - 複写機の生産性測定方法
- ISO 14548 写真 - 乾板の寸法
- ISO 14554 溶接の品質要求事項 - 金属材料の抵抗溶接
- ISO 14555 溶接 - 金属材料のアークスタッド溶接
- ISO 14556 鋼 - シャルピーVノッチ振子衝撃試験 - 計装化試験法
- ISO 14557 消防用ホース - ゴム及びプラスチック吸込みホース及びホースアセンブリ
- ISO 14558 ゴム - 赤外分光法による水素化ニトリルゴム(HNBR)の残留不飽和の求め方
- ISO 14560 属性による受入サンプリング手順 - 百万当たりの不適合品目における規定の品質レベル
- ISO/IEC 14568 情報技術 - 木構造図用データ交換言語DXL[3]
- ISO 14579 6角穴付き頭押えねじ
- ISO 14580 6角穴付きチーズ頭ねじ
- ISO 14583 6角穴付き鍋頭ねじ
- ISO 14587 6角穴付き丸皿頭(卵形)タッピンねじ
- ISO 14595 マイクロビーム分析 - 電子プローブ微小部分析法 - 認証標準物質の仕様のための指針（CRMｓ）
- ISO/IEC 14598 情報技術 - ソフトウェア製品評価
- ISO 14600 高圧ガス容器 - 国際品質適合性システム - 基本規則
- ISO 14602 非活性外科用インプラント - 骨合成用インプラント - 特定要求事項
- ISO 14615 接着剤 - 構造接着接合の耐久性 - 荷重下での温度暴露
- ISO 14616 プラスチック - ポリエチレン、エチレン共重合体及びそれらの混合物の熱収縮性フィルム - 収縮応力の求め方
- ISO 14617 線図用図記号
- ISO 14631 衝撃変性ポリスチレン(PS-I)の押出シート - 要求事項及び試験方法
- ISO 14632 ポリエチレン(PE-HD)の押出シート - 要求事項及び試験方法
- ISO 14635 歯車 - FZG試験方法
- ISO 14637 牛乳 - 尿素分の定量 - PHの差異を利用する酵素法(参照方法)
- ISO 14644 クリーンルーム及び関連制御環境
- ISO 14649 産業オートメーションシステム及び統合 - 物理機器管理 - コンピュータ化されたデジタルコントローラのデータモデル
- ISO 14651 情報技術 - 国際的文字列配列及び比較 - 文字列を比較する方法及び共通テンプレートの仕立て可能な配列
- ISO 14663 プラスチック - エチレン・ビニルアルコール(EVOH)共重合体成形及び押出材料
- ISO 14673 牛乳及び乳製品 - 硝酸塩及び亜硝酸塩含有量の定量
- ISO 14676 接着剤 - 浮動ローラー法によるぬれはく離試験 - アルミニウムの表面処理効果
- ISO 14678 接着剤 - 流れ抵抗(たるみ)の測定
- ISO 14679 接着剤 - 接着表面の特徴付け 3点曲げによる測定
- ISO 14681 ディーゼル機関 - 燃料噴射ポンプ試験 - 燃料噴射器の校正
- ISO 14688 地質調査及び試験 - 土質の識別及び分類
- ISO 14698 クリーンルーム及び関連制御環境 - 微生物汚染制御
- ISO/IEC 14700 情報技術 - 開放型システム間相互接続 - ネットワークファストバイトプロトコル
- ISO 14703 ファインセラミック(先進セラミック、先進技術セラミック) - セラミック粉体の粒径分布測定用試料調整法
- ISO 14704 ファインセラミック(先進セラミック、先進技術セラミック) - モノリシックセラミックの室温における曲げ強さ試験方法
- ISO 14705 ファインセラミック(先進セラミック、先進技術セラミック) - モノリシックセラミックの室温における硬さの試験方法
- ISO 14708 外科用インプラント - 能動埋込み医療機器
- ISO/IEC 14709 情報技術 - 応用のための顧客家屋配線(CPC)の構成
- ISO 14713 亜鉛被覆 - 鉄鋼構造物の防食のための指針及び推奨事項[4]
- ISO 14714 精油及び芳香抽出物 - 残留ベンジンの定量
- ISO 14716 ガルバヌム油(フルラガルバニフアボイスエトブセ)
- ISO 14718 動物飼料 - 混合飼料のアフラトキシンB1の定量 - 高速液体クロマトグラフを使用する方法
- ISO 14722 モペット及びモペットライダ運動学 - 用語集
- ISO 14728 転がり軸受 - 転がり軸受けの直線運動
- ISO 14731 溶接協調 - 作業及び責任
- ISO 14732 溶接工 - 融接の溶接工及び金属材料の完全機械化及び自動溶接の抵抗溶接工の認証試験
- ISO 14740 林業機械 - ブラシカッタ、草刈り機、ポールカッタ及び類似器具の背負い式電源装置 - 安全要求事項及び試験
- ISO/TR 14742 金融サービス - 暗号アルゴリズム及びその使用に関する勧告
- ISO 14743 空気流動力 - 熱可塑性プラスチックチューブ用の圧入コネクタ
- ISO 14744-1 溶接－電子ビーム溶接機の受入れ検査－第1部：原理及び合否条件
- ISO 14744-2 溶接－電子ビーム溶接機の受入れ検査－第2部：加速電圧特性の測定
- ISO 14744-3 溶接－電子ビーム溶接機の受入れ検査－第3部：ビーム電流特性の測定
- ISO 14744-4 溶接－電子ビーム溶接機の受入れ検査－第4部：溶接速度の測定
- ISO 14744-5 溶接－電子ビーム溶接機の受入れ検査－第5部：ランアウトの的確性の測定
- ISO 14744-6 溶接－電子ビーム溶接機の受入れ検査－第6部：スポットポジションの安定性の測定
- ISO 14750 情報技術 - 開放型分散処理 - インタフェース定義言語
- ISO/IEC 14755 情報技術 - キーボード又はその他の入力装置によるISO/IEC 10646のレパートリから文字を入力するための方法
- ISO/IEC 14756 計算機ベースのソフトウェアシステムの性能の測定と評価[5]
- ISO/IEC TR 14759 モックアップとプロトタイプにたいする修整ソフトウェアライフサイクルモデル[6]
- ISO/IEC 14764 ソフトウェア工学 - ソフトウェアライフサイクルプロセス - 保守
- ISO/IEC 14772 情報技術 - コンピュータグラフィックス及び画像処理 - 仮想現実モデリング言語
- ISO/IEC 14776 情報技術 - 小型コンピュータシステムインタフェース(SCSI)
- ISO 14780 固形バイオ燃料 - サンプル調製
- ISO 14813 高度道路交通システム - ITS部門の基準モデルアーキテクチャ
- ISO 14814 道路輸送及び交通テレマティクス - 車両及び機器の自動識別 - 基準アーキテクチャ及び専門用語
- ISO 14815 道路輸送及び交通テレマティクス - 自動車両及び機器識別 - システム仕様
- ISO 14816 道路輸送及び交通テレマティクス - 自動車両及び機器識別 - 番号付け及びデータ構造
- ISO 14817 輸送情報及び管理システム - ITS/TICS中央データ登録及びITS/TICSデータ辞書の要求事項
- ISO 14819 交通及び旅行者情報(TTI) - 交通メッセージ符号化を介したTTIメッセージ
- ISO/TS 14823 交通及び旅行者情報(TTI) - メディアに依存しない定置式普及システムを介したメッセージ - 旅行前及び旅行中情報普及システムのためのグラフィックデータ辞書
- ISO 14825 高度道路交通システム - 地理データファイル(GDF) - 総合データ仕様
- ISO 14827 輸送情報及び管理システム - 輸送情報及び管理システムのセンター間のデータインタフェース
- ISO 14828 ガラス強化熱硬化性プラスチック(GRP)管 - 湿潤条件下における長期リング緩和剛性の測定及び湿潤緩和ファクターの計算
- ISO 14829 貨物コンテナ - 貨物コンテナ荷役用のストラドルキャリア
- ISO 14839 機械振動 - 活性磁気ベアリングを備えた回転機械の振動
- ISO/IEC 14844 情報技術 - システム間の電気通信及び情報交換 - 私設総合サービス網 - 相互交換信号プロトコル - 割込み禁止及び割込み禁止無視の補足的サービス
- ISO 14848 プラスチック - 不飽和ポリエステル樹脂 - 130℃における反応度の測定
- ISO 14850 原子力 - 放射性廃棄物パッケージの放射能量の測定
- ISO 14855 制御されたコンポスト条件下の好気的究極生分解度の求め方 - 発生二酸化炭素の分析による方法
- ISO 14856 時間記録計 - 腕時計ケース - 非スプリングバータイプの取付寸法
- ISO 14864 米 - 調理時ののり化時間の評価
- ISO 14865 林業機械 - 背負い式燃焼機関動力源付可搬式ハンドヘルドブラシカッタ及び草刈り機 - 安全要求事項及び試験
- ISO 14869 地盤環境 - 全元素の定量のための溶解
- ISO 14880 光学及びフォトニクス - マイクロレンズアレイ
- ISO/IEC 14882 プログラム言語 - C++
- ISO 14889 眼光学 - 眼鏡レンズ - アンカット仕上げレンズの基本的要求事項
- ISO 14890 コンベヤベルト - ゴム又はプラスチック被覆の汎用繊維構造コンベアベルトの仕様
- ISO 14891 乳及び乳製品 - 窒素含有量の定量 - デュマ法による燃焼を用いた定常方法
- ISO 14892 乾燥脱脂粉乳 - 高性能液体クロマトグラフィーを用いたビタミンD含有量の測定
- ISO 14895 小型船舶 - 液体炊きギャレーストーブ
- ISO 14896 プラスチック - ポリウレタン原料 - イソシアン酸塩の含有量の定量
- ISO 14897 プラスチック - ポリウレタン生産用のポリオル - 水分の測定
- ISO 14898 プラスチック - ポリウレタン生産用の芳香族イソシアン酸塩 - 酸性度の測定
- ISO 14899 プラスチック - ポリウレタン生産用のポリオル - 塩基性度の測定
- ISO 14900 プラスチック - ポリウレタン生産用のポリオル - 水酸基価の測定
- ISO 14902 動物飼料 - 大豆製品のトリプシン抑制物質作用の測定
- ISO/FDIS 14903 冷凍システム及びヒートポンプ - 構成部品及び継手の気密性の認定
- ISO/TS 14904 道路輸送及び交通テレマティクス - 自動料金収受システム(EFC) - オペレータ間清算のインタフェース仕様
- ISO 14906 道路輸送及び交通テレマティクス(RTTT) - 自動料金収受システム - 専用短距離通信の応用インタフェース定義
- ISO/TS 14907 道路輸送及び交通テレマティクス - 自動料金収受システム - ユーザ及び固定機器のための試験手順
- ISO 14911 水質 - イオンクロマトグラフ法を用いる溶存 Li+, Na+, NH4+, K+, Mn2+, Ca2+, Mg2+, Sr2+ ,Ba2+の定量 - 水及び廃水方法
- ISO 14915 マルチメディアユーザインタフェース用のソフトウェア人間工学
- ISO 14916 溶射 - 引張接着強さの測定
- ISO 14917 溶射 - 専門用語集、分類
- ISO 14918 溶射 - 溶射作業者の承認試験
- ISO 14920 溶射 - 自溶合金の溶射と密着
- ISO 14921 溶射 - 工学部品に対する溶射塗装の適用の手順
- ISO 14922 溶射 - 溶射構造物の品質必要条件
- ISO 14923 溶射 - 溶射被膜の特性付け及び試験
- ISO 14924 溶射 - 溶射被覆の後処理及び仕上げ
- ISO 14931 レザー - アパレル用レーザーの選択の手引(毛皮を含む)
- ISO 14935 石油及び関連製品 - 難燃性作動油のしん火炎持続性の測定
- ISO 14943 核燃料技術 - 核的臨界安全性に関する管理基準
- ISO 14945 小型船舶 - 船舶建造プレート
- ISO 14950 宇宙システム - 無人宇宙船の操縦性
- ISO 14954 宇宙システム - 動的及び静的解析 - 数学モデルの交換
- ISO 14960 チューブレスタイヤ - バルブ及びコンポーネント - 試験方法
- ISO 14968 紙及び板紙 - カットサイズオフィス用紙 - 梱包中のシートのカール度測定法
- ISO 14971 医療機器 - 医療機器へのリスクマネジメントの適用
- ISO 14972 オーバーニードル末梢血管カテーテル専用無菌栓子
- ISO 14976 表面化学分析 - データ転送フォーマット
- ISO/IEC 14977 情報技術 - 統語論的メタ言語 - 拡張BNF
- ISO 14982 農業及び林業機械 - 電磁両立性 - 試験方法及び受入れ基準